# ملكة جمال الكون 2021
ملكة جمال الكون 2021 هي النسخة السبعين في تاريخ مسابقة ملكة جمال الكون منذ انطلاقتها عام 1952، أقيمت في يونيفرس دوم في 12 ديسمبر 2021 في إيلات، إسرائيل، تنافس المرشحون من 80 دولة ومنطقة حكم ذاتي على اللقب، تم إحياء الحفل من قبل مغنية الراب الإسرائيلية نوا كيريل والمغنية وكاتبة الأغاني الأمريكية جوجو، استضاف الممثل الكوميدي والتلفزيوني الأمريكي ستيف هارفي المسابقة للمرة السادسة، مع التعليق من كارسون كريسلي وتشيسلي كريست من وراءالكواليس في نهاية الحدث توجت ملكة جمال الهند هارناز ساندو البالغة من العمر 21 عامًا بلقب ملكة جمال الكون من قبل المكسيكية أندريا ميزا حيث حملت التاج لأقصر فترة لقب ملكة جمال الكون. فيما حلت ملكة جمال باراغوي ناديا فيرارا، وصيفة أولى وملكة جمال جنوب إفريقيا لاليلا مسوان، وصيفة ثانية، يعتبر فوز هارناز ثالث تتويج لمتسابقة من الهند بلقب ملكة جمال الكون بعد 21 عامًا، حيث فازت الممثلة سوشميتا سين عام 1994 ولارا دوتا عام 2000.
شهدت المسابقة مشاركة وصيفة ملكة جمال المغرب كوثر بن حليمة ونظيرتها البحرينية منار نديم دياني بالظهور لأول مرة، وعودة مقدم ستيف هارفي كمضيف وفوكس كمذيع رسمي للبرنامج بعد غيابه بسبب صغوبة اقامة المتعلقة بالنسخة السابقة.

## النتائج

### المراكز النهائية
| النتائج النهائية     | المتنافسة |
| -------------------- | --- |
| ملكة جمال الكون 2021 | - الهند - هارناز ساندو |
| الوصيفة الأولى       | - باراغواي - نادية فيريرا |
| الوصيفة الثانية      | - جنوب أفريقيا - لاليلا مسوان |
| أفضل 5               | - كولومبيا - فاليريا أيوس - الفلبين - بياتريس غوميز |
| أفضل 10              | - أروبا - ثيسالي زيمرمان - فرنسا - كليمنس بوتينو - بورتوريكو - ميشيل ماري كولون - باهاماس - شانتيل أوبراين - الولايات المتحدة - إيل سميث                             |
| أفضل 16              | - بريطانيا العظمى - إيما كولينجريدج - اليابان - جوري واتانابي - بنما - بريندا سميث - سنغافورة - نانديتا بنا - فنزويلا - لويسث ماتيران - فيتنام - كيم دوين نغوين هينه |

§ - حصلت على تصوّيت مشاهدين لتكون ضمن قائمة أفضل 16.

### الجوائز الخاصة
مُنحت ملكة جمال الباهاما وملكة جمال تشيلي رسميًا جائزة «روح الكرنفال» و «جائزة التأثير الاجتماعي» عبر قناة «ملكة جمال الكون» موقع يوتيوب في 10 ديسمبر 2021.
| جائزة خاصة              | المتسابقة                     |
| ----------------------- | ----------------------------- |
| أفضل زي وطني            | - نيجيريا - ماريستيلا أوكبالا |
| جائزة روح الكرنفال      | - باهاماس - شانتيل اوبريان    |
| جائزة التأثير الاجتماعي | - تشيلي - أنتونيا فيغيروا     |

## الخلفية

### الموقع والتاريخ
في يناير 2021، أفيدت منظمة ملكة جمال الكون بإجراء محادثات لاستضافة نسخة 2021 من المسابقة في كوستاريكا. تم تأكيد المفاوضات في وقت لاحق من قبل جوستافو سيغورا، الذي شغل منصب وزير السياحة في حكومة كوستاريكا في مايو 2021، خلال مقابلة مع «بيبول بالأسبانية»، صرح أندريا ميزا أن نسخة 2021 من المسابقة ستقام في نهاية العام. في 20 يوليو 2021 أكدت المنظمة أن المسابقة ستقام في إيلات، إسرائيل في ديسمبر 2021. في 27 أكتوبر، تم تأكيد إقامة المسابقة في 12 ديسمبر في يونيفرس أرينا، وهي ساحة مخصصة تم استيرادها إلى إيلات من البرتغال.

### المضيف والمؤد
أكدت منظمة أن ستيف في 20 يوليو 2021 عودت ستيف هارفي لاستضافة نسخة 2021. هذه هي المرة السادسة التي يستضيف فيها هارفي المسابقة، بعد أن غاب عن النسخة السابقة من المسابقة التي عقدت في مايو من ذلك العام بسبب عدم اليقين بشأن جائحة كوفيد-19 المستمر. في 27 أكتوبر، تم الإعلان عن المغنية الإسرائيلية نوا كيريل كضيف أداء.

### اختيار المشاركين
تم اختيار متسابقين من 80 دولة وإقليم للمنافسة في المسابقة. كان 53 منهم من الفائزين في المسابقة الوطنية لبلدهم، بينما تم تعيين سبعة وعشرين في مناصبهم بعد أن كانوا في المركز الثاني في المسابقة الوطنية أو بعد اختيارهم من خلال عملية اختيار.
تم تعيين ثلاثة متسابقين بعد انسحاب المتسابق الأصلي. كان من المفترض في البداية أن تنافس أماندين بيتي، التي توجت ملكة جمال فرنسا 2021، في مسابقة ملكة جمال الكون 2021، بينما كان من المفترض أن تنافس كليمنس بوتينو، التي توجت ملكة جمال فرنسا 2020، في مسابقة ملكة جمال الكون 2020. وتم التبديل بين المندوبين. بسبب تعارض المواعيد المحتمل بين ملكة جمال الكون 2021 وملكة جمال فرنسا 2022، والذي كان بيتي ملزمًا تعاقديًا بالتواجد فيه. تم تعيين ديبي أفلالو، الوصيفة الأولى لملكة جمال جمهورية الدومينيكان 2021، لتمثيل البلاد بعد أن أثبتت الفائزة الأصلية، أندرينا مارتينيز، إصابتها بكوفيد-19 قبل وقت قصير من رحيلها المقرر. تم تعيين كوثر بن حليمة، الوصيفة الأولى لملكة جمال الكون المغرب 2021، لتمثيل البلاد بعد إصابة الفائزة الأصلية فاطمة زهرة خياط في حادث.
ستشهد نسخة المسابقة لهذا العام 2021 ظهور الأول لمشاركات من دولة البحرين  وعودة غينيا الاستوائية، وألمانيا، واليونان، غواتيمالا، المجر، وكينيا، والمغرب، وناميبيا، ونيجيريا، والسويد، وتركيا؛ آخر مشاركة لممثلة المغرب كانت في عام 1978، تنافست اليونان وغواتيمالا آخر مرة في عام 2018، بينما شارك الآخرون آخر مرة في عام 2019. ستنسحب باربادوس وبليز وماليزيا من المنافسة بسبب قيود السفر وغيرها من القضايا المتعلقة بوباء كوفيد-19.

### لجنة الإختيار
- لوري هارفي - عارضة أزياء أمريكية وابنة ستيف هارفي.[18][19]
- أدريانا ليما - عارضة أزياء برازيلية.
- آدماري لوبيز - ممثلة بورتوريكو.
- إيريس ميتينير - ملكة جمال الكون 2016 من فرنسا.
- أورفاشي روتيلا - الممثلة الهندية وملكة جمال الهند 2015.
- ماريان ريفيرا - ممثلة وعارضة أزياء فلبينية.
- رينا صوفر - ممثلة أمريكية (فقط كقاضي البث التلفزيوني النهائي).
- تشيزلي كريست - مقدمة برامج تلفزيونية أمريكية وملكة جمال الولايات المتحدة الأمريكية 2019 (فقط كقاضية أولية).
- رينا مور - ملكة جمال الكون عام 1976 من إسرائيل (كقاضية أولية فقط).

## المتسابقات
حتى تاريخ 22 مارس 2025، تم تأكيد مشاركة  80 متسابقة:
| البلد / الإقليم        | مندوبات                       | العمر | بلد المنشأ             | ملاحظات                          |
| ---------------------- | ----------------------------- | ----- | ---------------------- | -------------------------------- |
| ألبانيا                | إينا داتسي                    | 27    | تيرانا                 |                                  |
| الأرجنتين              | جوليتا غارسيا                 | 22    | باهيا بلانكا           |                                  |
| أرمينيا                | ناني أفيتيسيان                | 24    | يريفان                 |                                  |
| أروبا                  | ثيسالي زيمرمان                | 26    | أورانجيستاد            |                                  |
| أستراليا               | داريا فارلاموفا               | 26    | ملبورن                 |                                  |
| باهاماس                | شانتيل أوبراين                | 27    | ناساو                  |                                  |
| البحرين                | منار نديم دياني               | 25    | الرفاع                 |                                  |
| بلجيكا                 | كديست دلتور                   | 23    | الناصرة                |                                  |
| بوليفيا                | ناهمي أوكوين                  | 20    | سانتا كروز دي لا سييرا |                                  |
| البرازيل               | تيريزا سانتوس                 | 23    | مارانغوابي             |                                  |
| جزر العذراء البريطانية | زاريا بن                      | 18    | جورج تاون              |                                  |
| بلغاريا                | ايلينا دانوفا                 | 21    | كريشيم                 |                                  |
| كمبوديا                | مارادي نجين                   | 22    | بنوم بنه               |                                  |
| الكاميرون              | ميشيل أنجي مينكاتا            | 27    | ياوندي                 |                                  |
| كندا                   | تمارا جيموفيتش                | 27    | تورنتو                 |                                  |
| جزر كايمان             | جورجينا كيرفورد               | 18    | جورج تاون              |                                  |
| تشيلي                  | أنتونيا فيغيروا               | 26    | لا سيرينا              |                                  |
| الصين                  | شي يين يانغ                   | 20    | بكين                   |                                  |
| كولومبيا               | فاليريا أيوس                  | 27    | كارتاخينا              | أفضل 5                           |
| كوستاريكا              | فاليريا ريس                   | 28    | هيريديا                |                                  |
| كرواتيا                | أورا إيفانيشيفيتش             | 20    | دوبروفنيك              |                                  |
| كوراساو                | شريانجيلا سيينتجي             | 27    | ويلمستاد               |                                  |
| جمهورية التشيك         | كارولينا كوكيشوفا             | 25    | براغ                   |                                  |
| الدنمارك               | سارة لانغتفيد                 | 26    | كوبنهاغن               |                                  |
| جمهورية الدومينيكان    | ديبي أفلالو                   | 27    | Azua                   |                                  |
| الإكوادور              | سوزي ساكوتو ميندوزا           | 24    | بورتوفيخو              |                                  |
| السلفادور              | أليخاندرا غافيديا             | 25    | سان سلفادور            |                                  |
| غينيا الاستوائية       | مارتينا ميتوي أفومو           | 19    | إيبين                  |                                  |
| فنلندا                 | إيسي أونكوري                  | 23    | فآسا                   |                                  |
| فرنسا                  | كليمنس بوتينو                 | 24    | باي-ماؤو               |                                  |
| ألمانيا                | إلويسا يوهانا سيفر            | 19    | دوسلدورف               |                                  |
| غانا                   | سيلفيا ناء موركور كومودور     | 26    | أكرا                   |                                  |
| بريطانيا العظمى        | إيما كولينجريدج               | 23    | سوفولك                 |                                  |
| اليونان                | صوفيا أرابوجياني              | 22    | إيثاكا                 |                                  |
| غواتيمالا              | دانيا جيفارا                  | 24    | أيوتلا                 |                                  |
| هايتي                  | باسكال بيلوني                 | 28    | كاب هايتيان            |                                  |
| هندوراس                | روز ميلينديز                  | 27    | ليمون                  |                                  |
| المجر                  | ياسمين فيكتوريا               | 20    | بودابست                |                                  |
| أيسلندا                | إليسا عروا ستاينورسدوتير      | 22    | غارذاباير              |                                  |
| الهند                  | هارناز ساندو                  | 21    | شانديغار               |                                  |
| أيرلندا                | كاثرين والكر                  | 26    | بلفاست                 |                                  |
| إسرائيل                | نوا كوتشفا                    | 22    | بني عطاروت             |                                  |
| إيطاليا                | كاترينا دي فوتشيا             | 23    | مارشانيزي              |                                  |
| جامايكا                | داينا سواريس                  | 22    | منى                    |                                  |
| اليابان                | جوري واتانابي                 | 25    | طوكيو                  |                                  |
| كازاخستان              | عزيزة توكاشوفا                | 27    | ألماتي                 |                                  |
| كينيا                  | روشانارا ابراهيم              | 28    | نيروبي                 |                                  |
| كوريا                  | جيسو كيم                      | 23    | سول                    |                                  |
| كوسوفو                 | سكورتيسا سيديو                | 19    | جيلان                  |                                  |
| لاوس                   | تونكهام فونشانهويانج          | 26    | فيينتيان               |                                  |
| مالطا                  | جايد سيني                     | 26    | فاليتا                 |                                  |
| موريشيوس               | آن موريل رافينا               | 26    | جزيرة رودريغز          |                                  |
| المكسيك                | ديبورا هالال                  | 24    | لوس موتشيس             |                                  |
| المغرب                 | كوثر بن حليمة                 | 22    | الدار البيضاء          | الوصيفة الأولى لملكة جمال المغرب |
| ناميبيا                | تشيلسيا شيكونغو               | 23    | ولفس بي                |                                  |
| نيبال                  | سوجيتا باسنيت                 | 28    | كاتماندو               |                                  |
| هولندا                 | جوليا سينينج                  | 24    | أمستردام               |                                  |
| نيكاراغوا              | أليسون واسمر                  | 26    | ماناغوا                |                                  |
| نيجيريا                | ماريستيلا أوكبالا             | 28    | أنإمبرا                |                                  |
| النرويج                | نورا إميلي ناكين              | 23    | تروندهايم              |                                  |
| بنما                   | بريندا سميث                   | 27    | بنما                   |                                  |
| باراغواي               | نادية فيريرا                  | 22    | فيلاريشا               |                                  |
| بيرو                   | يلي ريفيرا                    | 27    | أريكيبا                |                                  |
| الفلبين                | بياتريس غوميز                 | 26    | مدينة سيبو             | أفضل 5                           |
| بولندا                 | أغاتا فدوفياك                 | 25    | وودج                   |                                  |
| البرتغال               | أوريشيا دومينغيز دوس سانتوس   | 27    | لشبونة                 |                                  |
| بورتوريكو              | ميشيل ماري كولون              | 21    | لويزا                  |                                  |
| رومانيا                | أوليمبيا إلينا كارمينا كوتفاس | 21    | كلوج نابوكا            |                                  |
| روسيا                  | رالينا أرابوفا                | 22    | قازان                  |                                  |
| سنغافورة               | نانديتا بنا                   | 21    | سنغافورة               |                                  |
| سلوفاكيا               | فيرونيكا شيبانكوفا            | 26    | براتيسلافا             |                                  |
| جنوب أفريقيا           | لاليلا مسوان                  | 26    | ريتشاردز باي           |                                  |
| أسبانيا                | سارة لويناز                   | 23    | سان سيباستيان          |                                  |
| السويد                 | موا ساندبيرغ                  | 25    | ستوكهولم               |                                  |
| تايلاند                | أنشيلي سكوت كيميس             | 22    | تشاتشونساو             |                                  |
| تركيا                  | سيمريناز تورهان               | 23    | اسطنبول                |                                  |
| أوكرانيا               | آنا نيبلياخ                   | 27    | دنيبرو                 |                                  |
| الولايات المتحدة       | إيل سميث                      | 23    | لويفيل                 |                                  |
| فنزويلا                | لويسث ماتيران                 | 25    | لوس تيكيس              |                                  |
| فيتنام                 | كيم دوين نغوين هينه           | 25    | كن تاه                 |                                  |

## الروابط الخارجية
- موقع ملكة جمال الكون الرسمي